# Nina Wadia
Nina Wadia es una actriz británica, más conocida por haber interpretado a Zainab Masood en la serie EastEnders. 

## Biografía
Su madre murió debido a una enfermedad en los riñones en 1999.
Es muy buena amiga del actor Nitin Ganatra.
Después de salir tan solo por seis meses, el 4 de julio de 1998 Nina se casó con el compositor Raiomond Mirza, en una boda tradicional Parsi. La pareja tiene dos hijos: Tia Nina Mirza (noviembre de 2003) y Aidan Mirza (enero de 2007).

## Carrera
En obras Nina apareció en la puesta en escena D'Yer Eat with your Fingers? junto a Nitin Ganatra. 
Entre algunas de sus participaciones en la televisión NIna ha aparecido en series como 2point4 Children, The Vicar of Dibley, Thin Ice Chambers, Holby City, Murder in Mind, Doctors, entre otros...
En 2002 obtuvo un pequeño papel en la película Bend It Like Beckham. En 2005 apareció en varios sketches del show Goodness Gracious Me, donde interpretó a varios personajes. Ese mismo año apareció como presentadora regular del programa Loose Women hasta 2006. El 16 de julio de 2007, se unió al elenco principal de la exitosa serie británica EastEnders, donde interpretó a Zainab Masood hasta el 8 de febrero de 2013. Anteriormente, había aparecido por primera vez en la serie en 1994, cuando interpretó a la enfermera Viv. Ese mismo año interpretó a Bebo M. Malhotra en la película bollywoodense Namastey London. Apareció por primera vez en la serie británica Skins, donde interpretó a Bibi Kharral; posteriormente, volvió a aparecer en la serie en 2008. También apareció en la película I Can't Think Straight, donde interpretó a un ama de llaves. En marzo de 2008, apareció en la película West 10 LDN de la BBC Three. 
En 2010 apareció en un episodio de EastEnders: E20, el spinoff de EastEnders, donde interpretó a Zainab Masood. Ese mismo año interpretó a la doctora Ramsden en la serie Doctor Who. En 2015 apareció como invitada en la serie médica Holby City, donde dio vida a la neurocirujana Annabelle Gold. A finales de febrero de 2016, se anunció que Nina se había unido al elenco principal de la serie Square Roots, donde dará vida a Seema Desai. En marzo de 2017, se anunció que se había unido al nuevo piloto de comedia de Mindy Kaling, donde dará vida a Lubna.

## Filmografía

### Series de televisión
| Año             | Título                | Personaje           | Notas                                                       |
| --------------- | --------------------- | ------------------- | ----------------------------------------------------------- |
| 2016 - presente | Square Roots          | Seema Desai         | -                                                           |
| 2013 - 2016     | Still Open All Hours  | Mrs. Hussein        | 10 episodios                                                |
| 2015            | Holby City            | Dra. Annabelle Gold | 5 episodios                                                 |
| 2007 - 2013     | EastEnders            | Zainab Masood       | 453 episodios                                               |
| 2010, 2011      | EastEnders: E20       | Zainab Masood       | 2 episodios                                                 |
| 2011            | Mongrels              | Nita                | episodio # 2.8                                              |
| 2010            | Doctor Who            | Dra. Ramsden        | episodio "The Eleventh Hour"                                |
| 2007 - 2008     | Skins                 | Bibi Kharral        | 2 episodios                                                 |
| 2006            | Thin Ice              | Karen               | miniserie                                                   |
| 2006            | The Bill              | Defensora           | episodio "383"                                              |
| 2005            | Waking the Dead       | Roshni Mehta        | 2 episodios                                                 |
| 2005            | Casualty @ Holby City | Jean                | episodio "Interactive: Something We Can Do"                 |
| 2005            | New Tricks            | Mughda Das          | episodio # 2.2                                              |
| 2005            | Ethelbert the Tiger   | Ethelbert           | tv serie                                                    |
| 2003 - 2004     | All About Me          | Rupinder            | 16 episodios                                                |
| 2004            | Doctors               | Detectiv Coombs     | episodio "Catchy Monkey"                                    |
| 2003            | Murder in Mind        | Meena Patel         | episodio "Cornershop"                                       |
| 2002            | White Teeth           | Neena               | 2 episodios                                                 |
| 2001            | Chambers              | Alex Khan           | tv serie                                                    |
| 2000 - 2001     | Perfect World         | Maggie              | 13 episodios                                                |
| 2000            | Holby City            | Rita Dennish        | episodio "Anyone Who Had a Heart"                           |
| 2000            | The Strangerers       | Mesera              | episodio "The Getawaying"                                   |
| 1999            | The Vicar of Dibley   | Miss Carr           | episodio "Spring"                                           |
| 1998            | Kiss Me Kate          | Solicitante         | episodio "Secretaries"                                      |
| 1998            | Goodness Gracious Me  | Varios Personajes   | 4 episodios                                                 |
| 1991            | 2point4 Children      | Sharma              | episodio "When the Going Gets Tough, the Tough Go Shopping" |

### Películas
| Año  | Título                 | Personaje                  | Notas                                                                                                  |
| ---- | ---------------------- | -------------------------- | --- |
| 2019 | The Queen's Corgi      | Patmore                    | junto a Julie Walters, Sheridan Smith, Ray Winstone, Jack Whitehall y Matt Lucas                       |
| 2016 | A Street Cat Named Bob | Padma                      | junto a Joanne Froggatt, Ruta Gedmintas, Caroline Goodall, Anthony Head, Luke Treadaway y Darren Evans |
| 2014 | Amar Akbar & Tony      | Seema                      | junto a Rez Kempton, Sam Vincenti, Martin Delaney, Karen David y Ace Bhatti                            |
| 2013 | Puja Nights            | Mrs. Shah                  | corto - junto a Kulvinder Ghir, Taj Atwal, Matt Lacey y Tanjil Rashid                                  |
| 2012 | Keith Lemon: The Film  | Pat                        | junto a Leigh Francis, Laura Aikman, Verne Troyer y Kelly Brook                                        |
| 2009 | Vincent                | Cheryl                     | junto a Eric Chimier                                                                                   |
| 2008 | Munãfiq                | Aisha                      | corto - junto a Harmage Singh Kalirai                                                                  |
| 2008 | I Can't Think Straight | Ama de Llaves              | junto a Lisa Ray y Sheetal Sheth                                                                       |
| 2008 | West 10 LDN            | Empleada                   | - |
| 2007 | Namastey London        | Bebo M. Malhotra           | junto a Katrina Kaif, Clive Standen y Rishi Kapoor                                                     |
| 2007 | The Lift               | Sunita                     | junto a Douglas Hodge y Siobhan Redmond                                                                |
| 2006 | The Goodbye Girls      | Nadia                      | corto - junto a Helen Kirkpatrick                                                                      |
| 2003 | Code 46                | Recepcionista del Hospital | junto a Samantha Morton                                                                                |
| 2002 | An Angel for May       | Maestra de Ciencias        | junto a Julie Cox                                                                                      |
| 2002 | Cup and Lip            | -                          | corto - junto a Sunny Patel                                                                            |
| 2002 | Bend It Like Beckham   | Invitada de la Boda        | junto a Parminder Nagra y Archie Panjabi                                                               |
| 2005 | We Know Where You Live | -                          | junto a Colin Firth                                                                                    |
| 2001 | Goodness Gracious Me   | Varios Personajes          | junto a Meera Syal y Sanjeev Bhaskar                                                                   |
| 2000 | Offending Angels       | Ex de Baggy                | corto - junto a Andrew Rajan                                                                           |
| 2000 | The Way It Is          | Varios Personajes          | junto a Sanjeev Bhaskar                                                                                |
| 2000 | Sita Gita              | Sita/Gita                  | - |
| 1998 | Such a Long Journey    | -                          | junto a Om Puri                                                                                        |
| 1997 | Sixth Happiness        | Dolly Kotwal               | junto a Indira Varma y Ace Bhatti                                                                      |
| 1997 | Flight                 | Sumita                     | junto a Ravi Kapoor                                                                                    |

### Productora y escritora
| Año  | Serie/Película       | Notas                |
| ---- | -------------------- | -------------------- |
| 2011 | Four                 | productora ejecutiva |
| 1998 | Goodness Gracious Me | episodio # 1.1       |

### Apariciones
| Año                      | Título           | Notas                                      |
| ------------------------ | ---------------- | ------------------------------------------ |
| 2005 - 2006, 2009 - 2010 | The Wright Stuff | panelista - 9 episodios                    |
| 2005 - 2006              | Loose Women      | presentadora invitada - 25 episodios       |
| 2001                     | The Weakest Link | concursante - episodio "Comedians Special" |

## Premios y nominaciones
| Año  | Categoría                                          | Premio             | Serie      | Resultado |
| ---- | -------------------------------------------------- | ------------------ | ---------- | --------- |
| 2013 | Best Actress                                       | British Soap Award | EastEnders | Nominada  |
| 2013 | Best On-Screen Partnership (junto a Nitin Ganatra) | British Soap Award | EastEnders | Nominados |
| 2012 | Best Actress                                       | British Soap Award | EastEnders | Nominada  |
| 2010 | Best Actress                                       | British Soap Award | EastEnders | Nominada  |
| 2010 | Best Comedy Performance                            | British Soap Award | EastEnders | Nominada  |
| 2010 | Best Actress                                       | Inside Soap Award  | EastEnders | Nominada  |
| 2009 | Best On-Screen Partnership (junto a Nitin Ganatra) | British Soap Award | EastEnders | Ganadores |
| 2009 | Best Comedy Performance                            | British Soap Award | EastEnders | Ganadora  |